# Геугесунн (футбольний клуб)
«Геугесунн» (норв. «FK Haugesund») — норвезький футбольний клуб з однойменного міста. Заснований 1993 року в результаті злиття клубів «Єрв 1919» і «СК Геугар».

## Виступи в єврокубках
Як «СК Геугар» у сезоні 1980/81
| Сезон   | Турнір           | Раунд   | Клуб           | Рахунок  |
| ------- | ---------------- | ------- | -------------- | -------- |
| 1980-81 | Кубок кубків     | 1 раунд | Сьйон          | 1:1, 2:0 |
| 1980-81 | Кубок кубків     | 2 раунд | Ньюпорт Каунті | 0:0, 0:6 |
| 2014–15 | Ліга Європи УЄФА | 1 раунд | Ейрбас         | 2–1, 1–1 |
| 2014–15 | Ліга Європи УЄФА | 2 раунд | Сараєво        | 1–3, 1–0 |
| 2017–18 | Ліга Європи УЄФА | 1 раунд | Колрейн        | 7–0, 0–0 |
| 2017–18 | Ліга Європи УЄФА | 2 раунд | Лех (Познань)  | 3–2, 0–2 |
| 2019–20 | Ліга Європи УЄФА | 1 раунд | Кліфтонвілль   | 1–0, 5–1 |
| 2019–20 | Ліга Європи УЄФА | 2 раунд | Штурм          | ?–?, ?–? |